# As If It's Your Last
As If It's Your Last (마지막처럼?, Majimak cheoreomLR) è un singolo del girl group sudcoreano Blackpink, pubblicato il 22 giugno 2017.

## Pubblicazione

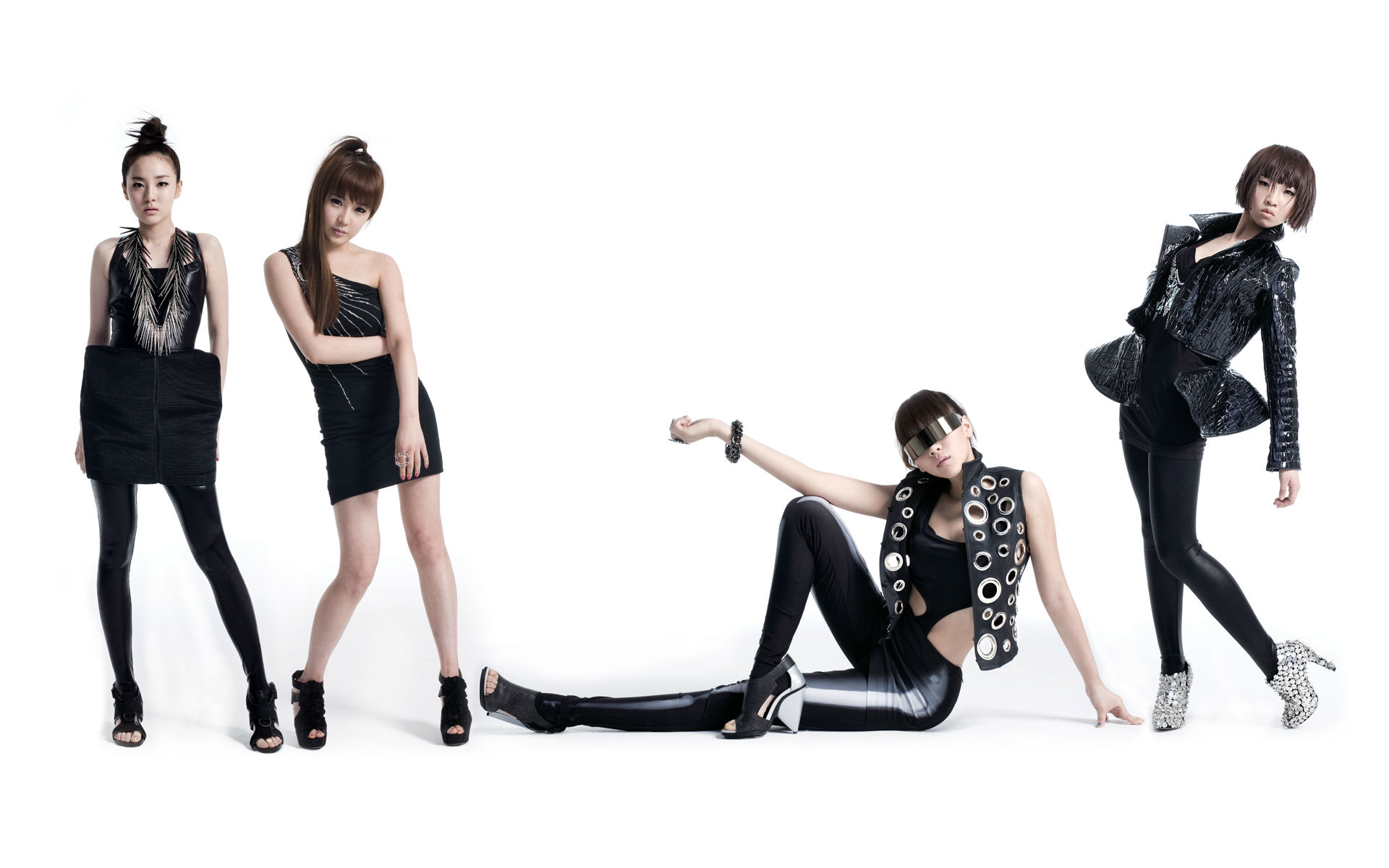
La canzone, originariamente intitolata Blame It on Your Love, fu data per la prima volta alle 2NE1

La demo per il brano è stata originariamente data alle 2NE1 con il titolo Blame It On Your Love, dove è stata proposta come singolo per il loro secondo album in studio Crush nel 2014. Tuttavia, il gruppo alla fine ha rifiutato la demo.
A metà maggio 2017, i funzionari della YG Entertainment avevano confermato che le Blackpink stavano lavorando per un ritorno sulle scene musicali a giugno, e il 5 giugno è stato rivelato che il gruppo avrebbe filmato il video per il nuovo singolo. Lo stesso giorno, l'amministratore delegato della YG Entertainment, Yang Hyun-suk ha pubblicato una foto delle Blackpink sul luogo delle riprese del nuovo video musicale, confermando che le Blackpink sarebbero tornate a giugno, ovvero 7 mesi dopo l'ultima uscita del gruppo Square Two nel novembre 2016. Il giorno successivo, il 6 giugno, è stato annunciato che le Blackpink avrebbero probabilmente pubblicato la nuova canzone tra il 15 e il 20 giugno.
Il 13 giugno 2017, la YG Entertainment ha diffuso un teaser del nuovo singolo e ha confermato la data di uscita per il 22 giugno. Successivamente, dal 16 giugno al 18 giugno sono stati pubblicati vari teaser individuali di ciascuno dei membri delle Blackpink. Il 19 giugno, è stato rivelato il titolo del singolo insieme all'orario dell'uscita della canzone.

## Descrizione
Descritta come la loro canzone più eccitante e allegra, il brano è un pezzo elettropop, dance, moombahton, house, reggae e synth pop con elementi groove disco, un cambiamento di suono rispetto alle precedenti pubblicazioni. Il brano è stato composto in chiave La maggiore con un tempo di 125 battiti per minuto.

## Promozione
Le Blackpink hanno promosso As If It's Your Last in vari programmi musicali in Corea del Sud nel mese che ha preceduto il loro debutto in Giappone a luglio. Nello specifico, le Blackpink hanno tenuto il loro stage di ritorno al programma Show! Eum-ak jungsim il 24 giugno.

## Accoglienza
As If It's Your Last ha ricevuto commenti misti da parte della critica. Jung Min-jae di IZM ha elogiato il ritornello orientato al retrò, notando la sua atmosfera che ricorda il synth-pop degli anni '80. Ha sottolineato che «lo stile unico della squadra è ancora ambiguo, ma è difficile ignorare la melodia orecchiabile». Randy di Idology lo ha ritenuto «deludente», notando che non era all'altezza delle canzoni precedenti del gruppo e ha criticato i sintetizzatori per aver indebolito l'atmosfera oscura e pesante tipica dei brani dance delle Blackpink. Shim Eun-bo ha ritenuto che la produzione suonasse obsoleta, paragonandola alla musica di dieci anni fa. Tuttavia, Ham Chand ha trovato la canzone orecchiabile e divertente, elogiando la voce e il rap, sottolineando che manteneva la stessa atmosfera dei primi successi delle Blackpink come Whistle e Playing with Fire.

### Riconoscimenti

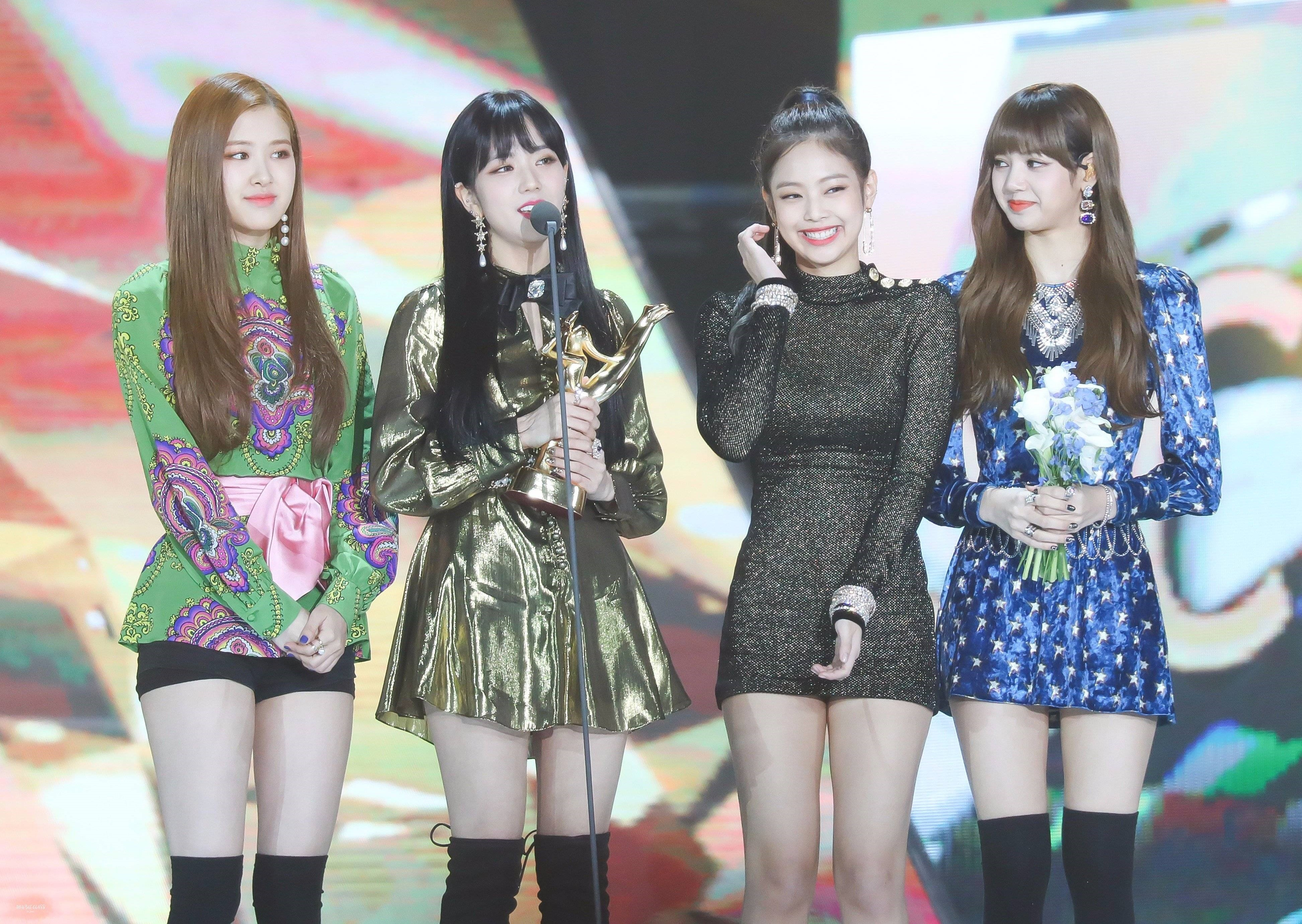
Le Blackpink ai Golden Disc Awards, mentre ritirano il loro premio Bonsang (sezione canzoni) per As If It's Your Last

As If It's Your Last ha ricevuto un Golden Disc Awards.
Premi dei programmi musicali
- Inkigayo
  - 2 luglio 2017[20]
  - 9 luglio 2017[21]
  - 16 luglio 2017[22]

## Video musicale
Il video musicale, diretto da Seo Hyun-seung, è stato reso disponibile in concomitanza con l'uscita del brano attraverso il canale YouTube del gruppo. Entro 17 ore dall'uscita, il video ha ottenuto più di 11 milioni di visualizzazioni su YouTube, diventando il video musicale più veloce a superare i 10 milioni di visualizzazioni da parte di un gruppo K-pop in quel momento e battendo il record precedente. tenuto da Not Today dei BTS, che ha ottenuto 10 milioni di visualizzazioni in 21 ore. Inoltre, il video è diventato il secondo video online più visto nelle prime 24 ore da un gruppo coreano, con oltre 13,3 milioni di visualizzazioni entro 24 ore dall'uscita, secondo solo a Gentleman di Psy. Il 24 giugno, il video delle prove della coreografia è stato pubblicato sul canale YouTube delle Blackpink e dal 18 marzo 2021 ha più di 210 milioni di visualizzazioni. Il video musicale ha raggiunto un miliardo di visualizzazioni il 27 aprile 2021, rendendo Blackpink l'unico artista K-pop con quattro video musicali a superare il miliardo.

## In altri media
La canzone, insieme al video musicale, sono presenti nel film Justice League, dove Barry Allen la suona nel suo appartamento a Central City. La canzone è stata anche presentata come sigla di apertura del programma televisivo sudcoreano Blpin House (Blackpink House).
La canzone è stata anche inclusa nella serie animata di Disney Channel Anfibia, nel penultimo episodio All In. L'episodio è andato in onda il 7 maggio 2022.

## Tracce
Testi e musiche di Teddy, Brother Su, Choice37, Future Bounce e Lydia Paek.
1. As If It's Your Last (마지막처럼?, Majimak cheoreomLR) – 3:33

## Formazione
Musicisti
- Blackpink – voci
- Future Bounce – arrangiamento
- Teddy – arrangiamento

Produzione
- Future Bounce – produzione
- Teddy – produzione
- Lydia Peak – produzione

## Successo commerciale
In madrepatria il singolo ha debuttato alla 4ª posizione della classifica dei singoli relativa alla settimana dal 18 al 24 giugno 2017, con 181 883 download venduti e 2 996 521 di stream. Nella seconda settimana ha raggiunto 3ª posizione con 157 224 download venduti e 6 632 012 di stream. Il singolo si è posizionato al 18º posto della classifica digitale di fine anno del 2017 della Circle Chart.
In Canada ha debuttato alla 45ª posizione della Billboard Canadian Hot 100 nella settimana terminata il 29 giugno 2017. Negli Stati Uniti, ha esordito in vetta alla World Digital Songs con 4 000 copie vendute nella settimana terminante il 22 giugno 2017, nonostante fosse uscito soltanto da un giorno.

## Classifiche

### Classifiche settimanali
| Classifica (2017-23) | Posizione massima |
| -------------------- | ----------------- |
| Canada               | 45                |
| Corea del Sud        | 3                 |
| Malaysia             | 4                 |
| Stati Uniti          | 113               |
| Taiwan               | 23                |
| Vietnam              | 70                |

### Classifiche di fine anno
| Classifica (2017) | Posizione |
| ----------------- | --------- |
| Corea del Sud     | 18        |
| Classifica (2018) | Posizione |
| Corea del Sud     | 64        |
| Classifica (2024) | Posizione |
| Corea del Sud     | 193       |